# Sakrau (Groß Neukirch)

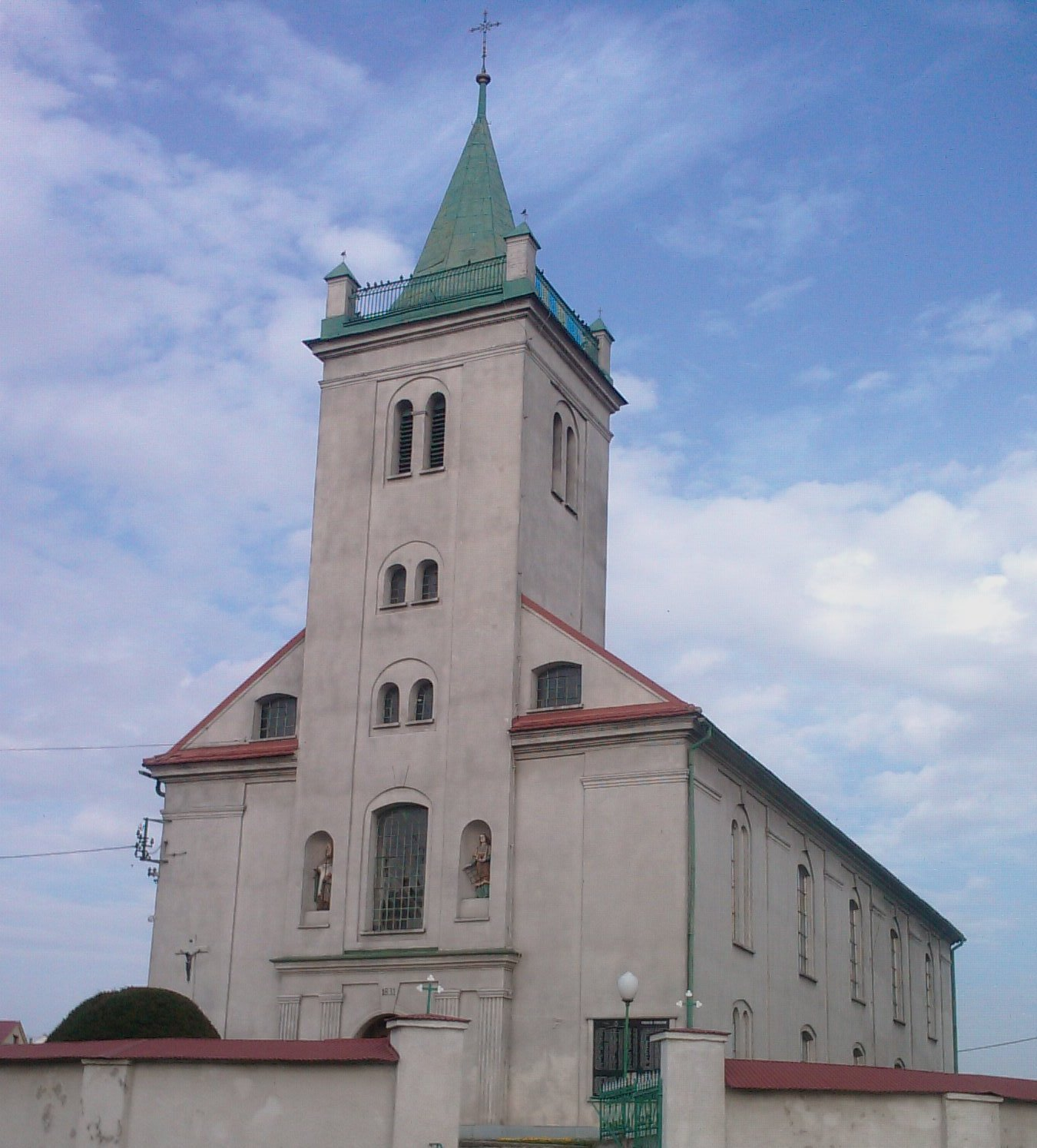
Die Nikolauskirche

Sakrau, polnisch: Zakrzów ist eine Ortschaft in Oberschlesien. Sie liegt in der Gemeinde Groß Neukirch im Powiat Kędzierzyńsko-Kozielski (Landkreis Kandrzin-Cosel) in der Woiwodschaft Oppeln.

## Geografie
Sakrau liegt rund vier Kilometer nordöstlich vom Gemeindesitz Groß Neukirch, zwölf Kilometer südlich von der Kreisstadt Kędzierzyn-Koźle (Kandrzin-Cosel) und 49 Kilometer südlich von der Woiwodschaftshauptstadt Oppeln.

## Geschichte
Der Ort entstand spätestens im 13. Jahrhundert und wurde 1295–1305 im Liber fundationis episcopatus Vratislaviensis (Zehntregister des Bistums Breslau) urkundlich als „Zacraw“ erwähnt.
Der Ort wurde 1783 im Buch Beyträge zur Beschreibung von Schlesien als Sakrau und Zakrow erwähnt, gehörte der Herrschaft Neukirch und lag im Landkreis Cosel und hatte 269 Einwohner, ein herrschaftliches Vorwerk, eine katholische Pfarrkirche, eine Schule, zwei Mühlen, 36 Bauern, 24 Gärtner und 15 Häusler. 1865 bestand Sakrau aus einem Rittergut und einem Dorf. Zu diesem Zeitpunkt hatte das Dorf 38 Bauern, fünf Gärtnerstellen und 93 Häuslerstellen, ferner zwei Wassermühlen, einen Gasthof und vier Fleischerbetriebsstätten.
Bei der Volksabstimmung in Oberschlesien am 20. März 1921 stimmten im Ort 537 Wahlberechtigte für einen Verbleib Oberschlesiens bei Deutschland und 224 für eine Zugehörigkeit zu Polen. Auf Gut Sakrau stimmten 94 für Deutschland und einer für Polen. Sakrau verblieb nach der Teilung Oberschlesiens beim Deutschen Reich. Am 16. Juni 1936 wurde der Ort im Zuge einer Welle von Ortsumbenennungen der NS-Zeit in Rosengrund umbenannt. Bis 1945 befand sich der Ort im Landkreis Cosel.
1945 kam der bis dahin deutsche Ort unter polnische Verwaltung und wurde anschließend der Woiwodschaft Schlesien angeschlossen und ins polnische Zakrzów umbenannt. Der Landkreis Cosel wurde in Powiat Kozielski umbenannt. 1950 kam der Ort zur Woiwodschaft Oppeln. 1975 wurde der Powiat Kozielski aufgelöst. 1999 kam der Ort zum neugegründeten Powiat Kędzierzyńsko-Kozielski. Am 29. April 2011 erhielt der Ort zusätzlich den amtlichen deutschen Ortsnamen Sakrau.

## Sehenswürdigkeiten
- Nikolauskirche aus dem Jahr 1831
- Schlossanlage mit Park
- Kapelle